# Ferrazzano
Ferrazzano es una localidad y comune italiana de la provincia de Campobasso, región de Molise, con 3.282 habitantes.

## Evolución demográfica
| Gráfica de evolución demográfica de Ferrazzano entre 1861 y 2001 |
|                                                                  |
| Fuente ISTAT - elaboración gráfica de Wikipedia                  |